# Ženskij volejbol'nyj klub Dinamo Krasnodar 2009-2010
Questa voce raccoglie le informazioni riguardanti la Ženskij volejbol'nyj klub Dinamo Krasnodar nelle competizioni ufficiali della stagione 2009-2010.

## Organigramma societario
Area direttiva
- Presidente: Sergej Kučeruk

Area tecnica
- Allenatore: Michail Omel'čenko (fino a dicembre), Jurij Maričev (da dicembre)

## Rosa
| N° | Nome                      | Ruolo | Data di nascita   | Nazionalità sportiva |
| -- | ------------------------- | ----- | ----------------- | -------------------- |
| 1  | Anna Lebedeva             | S/O   | 4 febbraio 1985   | Russia               |
| 2  | Anastasija Barabanščikova | S     | 5 maggio 1987     | Russia               |
| 3  | Hanna Cokur               | S     | 2 aprile 1984     | Russia               |
| 4  | Elena Babkina             | S     | 1991              | Russia               |
| 5  | Anastasija Murzak         | S     | 1991              | Russia               |
| 6  | Dar'ja Černikova          | P     | 1990              | Russia               |
| 7  | Natal'ja Vdovina          | C     | 23 ottobre 1976   | Russia               |
| 8  | Julija Merkulova          | C     | 17 febbraio 1984  | Russia               |
| 9  | Natalija Kazka            | S/O   | 2 dicembre 1984   | Azerbaigian          |
| 10 | Alevtina Bolotova         | L     | 13 giugno 1986    | Russia               |
| 11 | Irina Iskulova            | P     | 27 ottobre 1985   | Russia               |
| 13 | Victorija Kruglaja        | L     | 14 giugno 1988    | Russia               |
| 14 | Ekaterina Kabešova        | L     | 5 agosto 1986     | Russia               |
| 15 | Anna Lubnina              | C     | 25 settembre 1986 | Russia               |
| 16 | Marija Zadajančuk         | S     | 1987              | Russia               |
| 18 | Svetlana Levina           | P     | 3 settembre 1972  | Russia               |

## Statistiche

### Statistiche di squadra
| Competizione    | Punti | In casa | In casa | In casa | In trasferta | In trasferta | In trasferta | Totale | Totale | Totale |
| Competizione    | Punti | G       | V       | P       | G            | V            | P            | G      | V      | P      |
| --------------- | ----- | ------- | ------- | ------- | ------------ | ------------ | ------------ | ------ | ------ | ------ |
| Superliga       | 34    | 15      | 11      | 4       | 17           | 6            | 11           | 32     | 17     | 15     |
| Coppa di Russia | -     | 0       | 0       | 0       | 9            | 5            | 4            | 9      | 5      | 4      |
| Totale          | -     | 15      | 11      | 4       | 26           | 11           | 15           | 41     | 22     | 19     |

G = partite giocate; V = partite vinte; P = partite perse

### Statistiche dei giocatori
| Giocatore         | Superliga | Superliga | Superliga | Superliga | Superliga |
| Giocatore         | P         | PT        | AV        | MV        | BV        |
| ----------------- | --------- | --------- | --------- | --------- | --------- |
| E. Babkina        | ?         | ?         | ?         | ?         | ?         |
| A. Barabanščikova | 5         | 0         | 0         | 0         | 0         |
| A. Bolotova       | 31        | 1         | 0         | 0         | 1         |
| D. Černikova      | ?         | ?         | ?         | ?         | ?         |
| I. Iskulova       | 25        | 76        | 36        | 21        | 19        |
| E. Kabešova       | 32        | 0         | 0         | 0         | 0         |
| V. Kruglaja       | ?         | ?         | ?         | ?         | ?         |
| A. Lebedeva       | 32        | 215       | 155       | 38        | 22        |
| S. Levina         | 22        | 59        | 24        | 17        | 18        |
| A. Lubnina        | ?         | ?         | ?         | ?         | ?         |
| H. Cokur          | 32        | 558       | 481       | 58        | 19        |
| N. Kazka          | 32        | 731       | 608       | 82        | 41        |
| J. Merkulova      | 32        | 293       | 209       | 63        | 21        |
| A. Murzak         | 1         | 3         | 2         | 1         | 0         |
| N. Vdovina        | 32        | 207       | 95        | 80        | 32        |
| M. Zadajančuk     | ?         | ?         | ?         | ?         | ?         |

P = presenze; PT = punti totali; AV = attacchi vincenti; MV = muri vincenti; BV = battute vincenti

NB: Non sono disponibili i dati relativi alla Coppa di Russia e quindi i dati relativi all'intera stagione.